# 14 Wodzisławski Pułk Piechoty
14 Wodzisławski Pułk Piechoty (potocznie: 14 Pułk Powstańców Śląskich) – pułk piechoty polskiej okresu powstań śląskich.
Jego żołnierze rekrutowali się z powiatu wodzisławskiego. Pułk brał udział w bitwie pod Olzą, a jego rozwiązanie w Pawłowicach było ostatnim akordem III powstania śląskiego. Dowódcą pułku był ppor. Józef Michalski.
Imię tego pułku nosi I Liceum Ogólnokształcące w Wodzisławiu Śląskim, w którym to znajduje się pamiątkowa tablica z napisem:

Dla upamiętnienia bohaterskich zmagań ludu śląskiego o wyzwolenie narodowe i społeczne w latach 1919–1921 i 1939–1945 nadano tutejszej szkole w dniu 1 maja 1960 r. imię 14-go Pułku Powstańców Śląskich.

Imię tego pułku nosi również Jednostka Strzelecka 2023 Związku Strzeleckiego „Strzelec” Organizacji Społeczno-Wychowawczej, oprócz imienia wodzisławska jednostka otrzymała we wrześniu 2007 roku tradycje pułkowe, które wraz ze sztandarem oficjalnie zostały przekazane strzelcom 11 listopada 2008 r. w ramach obchodów 5 lecia działalności „Strzelca” na terenie Wodzisławia Śląskiego.